# باشگاه فوتبال ماشین‌سازی تبریز در فصل ۹۹–۱۳۹۸
فصل ۹۹–۱۳۹۸ پنجاه و یکمین فصل ماشین‌سازی تبریز است. این تیم در این فصل در لیگ برتر خلیج فارس و جام حذفی فوتبال ایران حضور دارد. این فصل سی و چهارمین فصل لیگ برتر و سی و سومین فصل جام حذفی ایران است.